# Tom Harris (cầu thủ bóng đá)
Thomas Harris (sinh ngày 18 tháng 9 năm 1905 - tháng 3 năm 1985) là một cầu thủ bóng đá người Anh. Ông thường thi đấu ở vị trí tiền đạo. Ông sinh ra ở Ince-in-Makerfield, Lancashire. Ông từng thi đấu cho Skelmersdale United, Wigan Borough, và Manchester United.